# Desert Hot Springs
Desert Hot Springs est une municipalité américaine du comté de Riverside, en Californie.
Sa population était de 32 512 habitants au recensement de 2020.

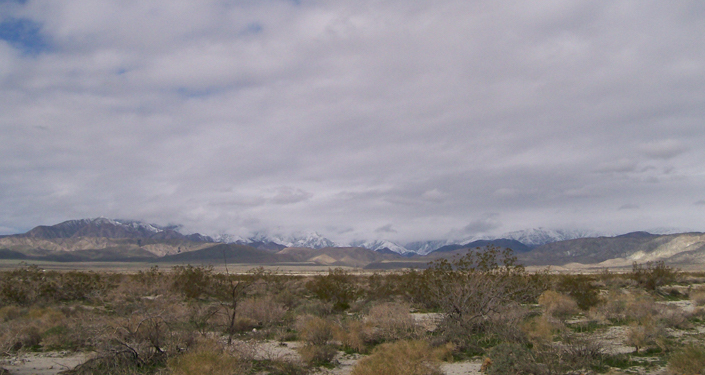
Paysage de Western Desert Hot Springs

## Démographie
| 1960  | 1970  |
| ----- | ----- |
| 1 472 | 2 738 |

| 1980  | 1990   |
| ----- | ------ |
| 5 941 | 11 668 |

| 2000   | 2010   |
| ------ | ------ |
| 16 582 | 25 938 |

## Culture locale
- Musée Pueblo de Cabot (en)[2].